# Коллективные действия (арт-группа)
«Коллективные действия» — художественная группа, ключевая формация московского концептуализма.

## История
Образована в марте 1976 года Никитой Алексеевым, Георгием Кизевальтером, Андреем Монастырским и Львом Рубинштейном (который участвовал только в первой акции группы — «Появление» — 13 марта 1976 года, после чего покинул группу по семейным обстоятельствам). Вторую акцию, «ЛИБЛИХ», прошедшую 2 апреля 1976 года, делали три оставшихся члена группы: Никита Алексеев, Георгий Кизевальтер и Андрей Монастырский.
В 1977 году вместе с акцией «Комедия» 2 октября в группу вступил Николай Панитков. В 1979 году, начиная с акции «Место действия», в группу вступили сразу три новых участника: Елена Елагина, Игорь Макаревич и Сергей Ромашко; а в 1985 году к «Коллективным действиям» присоединилась Сабина Хэнсген (с акции «Перевод», 6 марта 1985).
Начиная с 1980 года, документация акций группы собирались в тома «Поездки за город» (ПЗГ), в которых всегда присутствовали маленький вступительный текст «От авторов», предисловие (автор предисловий — Андрей Монастырский), описательные тексты акций (дескрипции), раздел «Рассказы участников» (нарратив), приложение с различными материалами акций — схемами, таблицами, фотографиями и обсуждениями — и раздел со статьями («Дискурс»).
Название группы «Коллективные действия» возникло только в начале 1980-х годов во втором томе «ПЗГ». До этого описательные тексты подписывались «Списком авторов», к чему «Коллективные действия» впоследствии вернулись в 14 томе «ПЗГ», так как большинство участников группы к тому времени выбыли из её состава по различным обстоятельствам и в разные годы. Помощниками в организации акций выступали постоянные зрители-участники, фамилии которых указаны в описательных текстах в списках авторов и соавторов сюжета акций и их реализаций.
Чаще всего акции КД проводились в загородных пространствах под Москвой, на полях и в лесах, реже — в городских пространствах (с 2007 года существуют «Дополнительные карты КД», в которых использованы Google-карты Земли из космоса со значками номеров акций на них в тех местах, где они проводились).
Группа участвовала в 1977 году на Венецианской биеннале, материалы её первых четырех акций были опубликованы в журнале Flash Art в 1977 году, в 1997 году в Нью-Йорке в галерее Exit Art прошла выставка «КД» «Исследование документации», а в 2011 группа участвовала на выставке Венецианской Биеннале в павильоне России.

## Содержание акций
Краткое содержание акций «Коллективные действия» выражают так:
В КД мы показали:
Просто звук — акция «Либлих», 1976
Просто свет — акция «Фонарь», 1977
Просто цвет — красный цвет полотнища на Песчанке в Калистово на акция «Два лозунга, часть 1», 2019
Это фундаментальные основания наших перцепций, звуковые, световые и цветовые связующие линии между субъектом и объектом, создающие двойственность нашей картины мира.
Кроме того, нами были показаны:
Просто появление
Просто удаление
Просто исчезновение
Просто неразличение
и прочие состояния-явления феноменов нашей картины мира.

Все это было показано нами в акционных рамках пространственно-временного переживания в эстетическом моменте «искусства после философии» — той современности и того времени и места, когда и где они были сделаны.

## Участники
- Монастырский, Андрей Викторович
- Панитков, Николай Семенович
- Абрамов, Андрей[6]
- Алексеев, Никита Феликсович
- Макаревич, Игорь Глебович
- Елагина, Елена Владимировна
- Кизевальтер, Георгий Дмитриевич
- Ромашко, Сергей
- Хэнсген, Сабина[нем.]

## Издания
- Монастырский А., Панитков Н., Алексеев Н., Макаревич И., Елагина Е., Кизевальтер Г., Ромашко С., Хэнсген С. (Группа «Коллективные действия»). Поездки за город. — М.: Ad Marginem, 1998. — 784 с. — ISBN 5-94282-033-3.
- Коллективные действия. Поездки за город. т. 1 (составитель А. Монастырский), Вологда: БМК, Герман Титов, 2011. — 358 стр. — ISBN 978-5-91967-048-3
- Коллективные действия. Поездки за город. тт. 2—3 (составитель А. Монастырский), Вологда: БМК, Герман Титов, 2011. — 624 стр. — ISBN 978-5-91965-044-7
- Коллективные действия. Поездки за город. т. 4—5 (составитель А. Монастырский), Вологда: БМК, Герман Титов, 2016. — 472 стр. — ISBN 978-5-91965-129-1
- Монастырский А., Панитков Н., Макаревич И., Елагина Е., Ромашко С., Хэнсген С. (Группа «Коллективные действия»). Поездки за город. 6—11 том. — Вологда: БМК, Герман Титов, 2009. — 644 с. — ISBN 978-5-86402-300-6.
- Collective Actions: Audience Recollections from the first five years, 1976—1981. Translated & edited by Yelena Kalinsky, Soberscove Press, Chicago, 2012.
- O. Esanu. Transition in post-soviet art. The Collective Actions Group before and after 1989. Ce UPRESS, Budapest — New York, 2013.
- Marina Gerber. Empty Actions. Labor and free time in the art of Collective Actions. [transcript] Verlag, Bielefeld, 2018